# 圣克拉拉 (加利福尼亚州)
聖克拉拉（英語：Santa Clara），或譯為圣塔克拉拉，是位于美国加利福尼亚州圣克拉拉县的一座城市，成立于1777年，建市于1852年。根据美国人口调查局2010年美国人口普查统计，聖克拉拉共有人口116,468人，是旧金山湾区人口第九大城市。
聖克拉拉位于矽谷中心地带，是矽谷的重要组成城市之一，许多高科技企业诸如英特尔、AMD、昇阳、Applied Materials、NVIDIA的总部都位于该市。圣克拉拉大学等著名学府也位于此。整座城市的教育水准在加州属于前列。同时，湾区有名的大美洲主题公园也位于此。NFL舊金山49人隊的總部及訓練中心自1988年就位於聖克拉拉市，球隊主場也於2014年遷移至聖克拉拉市內的利惠球場，但基於歷史情感因素，球隊名稱仍以舊金山為名。而第五十屆超級盃也於2016年在利惠球場舉行。

## 历史
1769年第一批欧洲人访问该地区。那时该地仅居住着美洲原住民。随后的几十年，该地被西班牙人占领并殖民，1777年聖克拉拉傳教所在此建立。1846年，这片地区易手，成为美国领土。1851年，聖克拉拉大学成立，1852年，聖克拉拉建市成为一个正式城镇。当时此处的主要产业是农业，占满了果园和菜地。在二十世纪的早些年，聖克拉拉市的人口达到5,000人，随后人口增长停滞。
随着半导体行业在1960年代兴起，该市逐渐从农业向高科技工业转变。农田从此几乎消失，被大量的高科技公司代替。现为硅谷重要城镇。

## 地理
聖克拉拉位于旧金山湾区南部，与圣荷西、森尼维尔等市相邻。在气候上，该地属于典型的地中海式气候。夏季干燥炎热，冬季湿润多雨。在交通上，101号美国国道、280号州际公路经过该市，237號加州州道也是该市重要的通勤线路之一。诺曼·峰田圣何塞国际机场也紧邻该市。距离旧金山国际机场距离亦不远。

## 人口

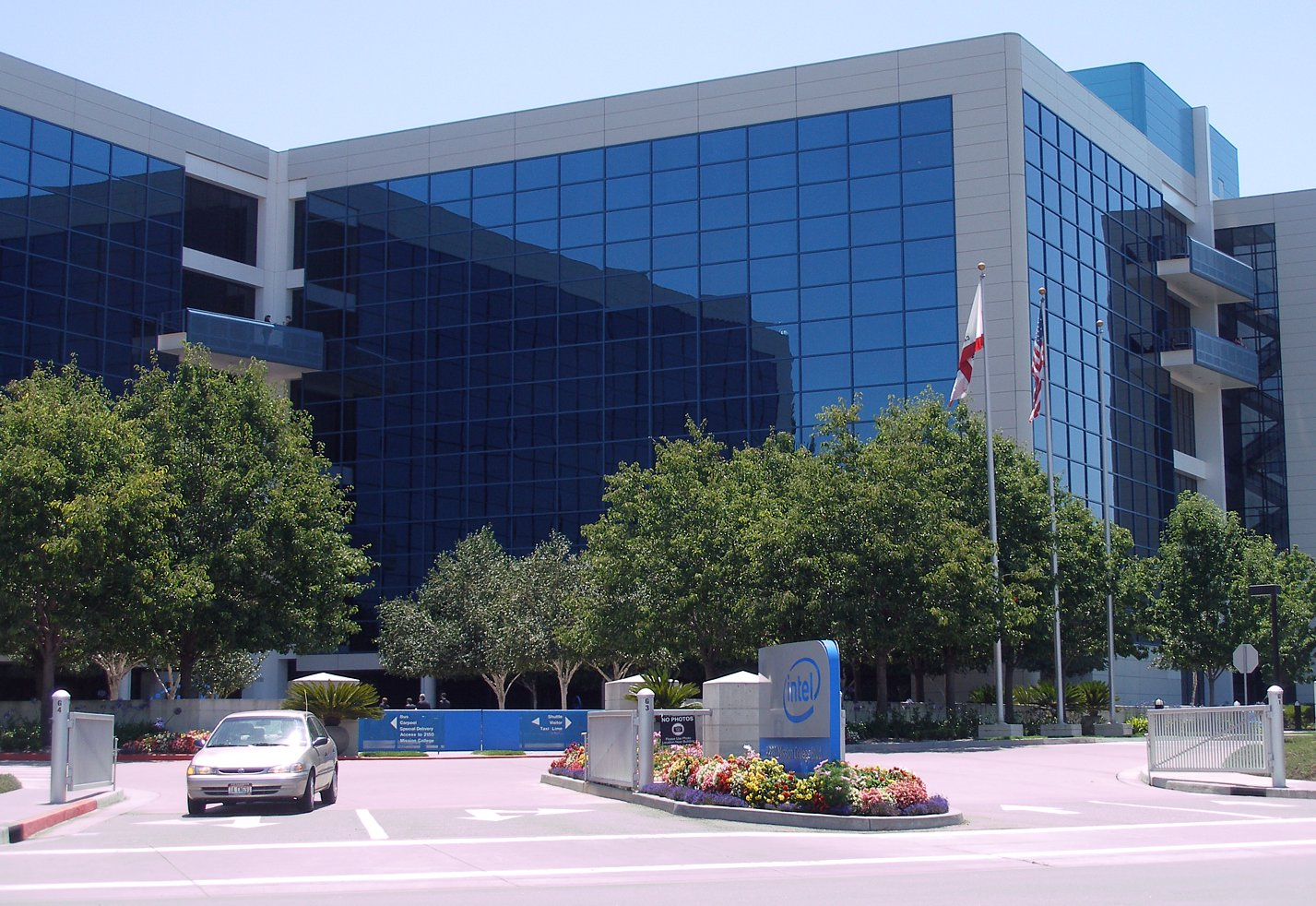
英特尔总部

根据2010年美国人口普查，2010年时，该市有116,468人，43,021户，27,936个家庭，45,147个住房单位。平均每个家庭有3.18人。基本种族构成为：45.0%白人，37.7%亚裔，2.7%非洲裔，0.5%美洲原住民，0.6%太平洋岛屿居民，8.3%属于其它种族。5.3%同时来自两个或更多的种族。墨西哥裔约为19.4%。
2010年该市有33.7%的家庭拥有18岁以下的未成年人。50.7%为有异性婚姻的家庭，0.7%为同性恋同居。该市居民男女比例为102:100。

### 收入
根据2007年的估计，该市每户年收入中位数为$75,687。家庭年收入中位数为$98,977。有4.5%的家庭和7.8%的人口收入位于贫困线以下，包括6.3%的未成年人和8.2%的65岁以上老年人。
| 人口统计                   | 2010             |
| -------------------------- | ---------------- |
| 总人口                     | 116,468 - 100.0% |
| 只有一种种族血统           | 110,256 - 94.7%  |
| 不是西班牙裔或拉丁裔       | 93,879 - 80.6%   |
| 仅白人血统                 | 42,026 - 36.1%   |
| 仅黑人血统                 | 2,929 - 2.5%     |
| 仅印第安人、阿拉斯加原住民 | 240 - 0.2%       |
| 仅亚洲人血统               | 43,531 - 37.4%   |
| 仅夏威夷人或太平洋岛屿居民 | 604 - 0.5%       |
| 其它族裔                   | 321 - 0.3%       |
| 混血                       | 4,228 - 3.6%     |
| 西班牙裔或拉丁裔           | 22,589 - 19.4%   |

## 姊妹城市
该市目前有三个姊妹城市。
- 葡萄牙科英布拉，1972年起。
- 日本出云市，1986年起。
- 愛爾蘭利默里克，2014年起。